# Károly Kisfaludy
Károly Kisfaludy, född 6 februari 1788, död 21 november 1830, var en ungersk dramaturg och novellist.
Som krigare, målare och dramaturg upplevde han, utstött från sin familj, en mängd ungdomsäventyr i Italien, Wien och Tyskland. Med dramat A tatárok Magyarországban ("Tatarerna i Ungern") slog han igenom 1812 och blev snart de ungas ledare och mästare. I hans från och med 1822 utkommande litterära almanack Aurora offentliggjordes den nya, nationellt romantiska skolans bästa alster. Utom det patriotiska, sentimentala dramat (Iréne med flera) odlade han under August von Kotzebues inflytande även komedin och blev i en följd lyckade pjäser det ungerska sociala lustspelets skapare; de bästa av hans hithörande stycken är A kérök (Friarna), A pártutõk  (De upproriska) och Csalódások (Desillusioner), muntra skildringar ur den ungerska landsbygdens liv. Liknande ämnen gjorde Kisfaludy även till föremål för novellistiska skisser (Tollagi Jónás viszontagságai, 1823–27; "Tollagi Jónás' äfventyr"; Sulyosdi Simon, 1824, med mera), med vilka han kan sägas ha blivit den nutida ungerska novellistikens skapare. Även hans stora elegi Mohács (1824) bör nämnas.
Ur Kisfaludys krets utvecklade sig Kisfaludysällskapet. Hans samlade skrifter utgavs 1831 i 10 band och har sedan utkommit i en mängd upplagor. Hans staty avtäcktes 1895 i Győr.
Han var yngre bror till Sándor Kisfaludy.